# Lithocarpus levis
Lithocarpus levis är en bokväxtart som beskrevs av W.Y.Chun och Cheng Chiu Huang. Lithocarpus levis ingår i släktet Lithocarpus och familjen bokväxter. Inga underarter finns listade.